# Creurgops dentatus
La tangara pizarrosa (Creurgops dentatus), también denominada frutero plomizo, es una especie de ave paseriforme de la familia Thraupidae, una de las dos pertenecientes al género Creurgops. Es nativa de la región andina del oeste de América del Sur.

## Distribución y hábitat
Se distribuye a lo largo de la pendiente oriental de los Andes desde el sur de Perú (Cuzco) hacia el sur hasta el oeste de Bolivia (La Paz y Cochabamba).
Esta especie es considerada poco común en sus hábitats naturales: el dosel y los bordes de selvas montanas, principalmente entre los 1400 y 2300 m de altitud.

## Sistemática

### Descripción original
La especie C. dentatus fue descrita por primera vez por los zoólogos británicos Philip Lutley Sclater y Osbert Salvin en 1876 bajo el nombre científico «Malacothraupis dentata»; su localidad tipo es: «Tilotilo, La Paz, Bolivia».

### Etimología
El nombre genérico masculino «Creurgops» se compone de las palabras griegas «kreourgos»: carnicero, y «ōps»: apariencia; significando «parecido con un carnicero»; y el nombre de la especie «dentatus», proviene del latín: con dientes.

### Taxonomía
Es monotípica.